# Gioacchino Ernesto di Oettingen-Oettingen
Gioacchino Ernesto di Oettingen-Oettingen (Oettingen, 31 marzo 1612 – Harburg, 8 agosto 1658) è stato un nobile tedesco, fu il VIII conte di Oettingen-Oettingen dal 1634 al 1658.
Fu trisavolo materno dell'imperatrice Maria Teresa d'Austria.

## Biografia
Nato a Oettingen, in Germania, il 31 marzo 1612, Gioacchino Ernesto era l'undicesimo figlio e il quinto maschio del conte Ludovico Eberardo di Oettingen-Oettingen e di sua moglie, Margarita d'Erbach. Al momento della sua nascita, solo Federico era sopravvissuto dai suoi fratelli maggiori, mentre gran parte delle sue sorelle erano viventi.
Alla morte del padre nel 1634, gli succedette come conte di Oettingen-Oettingen.
Morì al castello di Harburg l'8 agosto 1658 per una causa sconosciuta. Data la minore età del figlio primogenito sopravvissutogli, venne succeduto dal fratello minore Kraft Ludovico per soli due anni.

## Matrimonio e figli
L'8 dicembre 1633, sposò la contessa Anna Sibilla di Solms-Sonnenwalde (1615-1635), figlia di Enrico Guglielmo di Solms-Sonnenwalde (1583-1632) e di sua moglie Sofia Dorotea di Mansfeld-Arnstein (1593-1617). Da questo matrimonio nacque una sola figlia:
- Sofia Margherita (1634-1664), sposò Alberto II di Brandeburgo-Ansbach (1620-1667).

Dopo la morte della prima moglie, si risposò il 5 dicembre 1638 con Anna Dorotea di Hohenlohe-Neuenstein (1621-1643), figlia del conte Carlo VII di Hohenlohe-Neuenstein (1582-1641) e di sua moglie, Sofia di Zweibrucken-Birkenfeld (1593-1676). Da questo matrimonio nacquero:
- Maria Dorotea Sofia (1639-1698), sposò il duca Eberardo III di Württemberg (1614-1674).
- Carlo Ludovico (nato e morto nel 1641)
- Alberto Ernesto I (1642-1683), sposò Cristina Federica di Wurttemberg.
- Susanna Giovanna (1643-1713), sposò Federico Magnus di Castell (1646-1717).

Rimasto nuovamente vedovo, si sposò per la terza volta il 9 maggio 1646 a Norimberga con Anna Sofia del Palatinato-Sulzbach (1621-1675), figlia del conte Augusto del Palatinato-Sulzbach (1582-1632) e di Edvige di Holstein-Gottorp (1603-1657). Da questa unione nacque:
- Sofia Giuliana (1656-1743), sposò il conte Filippo di Oettingeng-Wallerstein (1640-1680)

## Albero genealogico
|                                             |                        |                                       | Genitori                                        |  |  | Nonni |  |  | Bisnonni                            |  |  | Trisnonni                          |  |
|                                             |                        |                                       |                                                 |  |  |       |  |  | Ludovico XVI di Oettingen-Oettingen |  |  | Ludovico XV di Oettingen-Oettingen |  |
|                                             |                        |                                       |                                                 |  |  |       |  |  | Ludovico XVI di Oettingen-Oettingen |  |  | Ludovico XV di Oettingen-Oettingen |  |
|                                             |                        | Salomé di Hohenzollern                |                                                 |  |  |       |  |  | Ludovico XVI di Oettingen-Oettingen |  |  |                                    |  |
| Goffredo di Oettingen-Oettingen             |                        |                                       |                                                 |  |  |       |  |  | Ludovico XVI di Oettingen-Oettingen |  |  |                                    |  |
|                                             |                        | Margherita del Palatinato-Lutzelstein | Ludovico V del Palatinato                       |  |  |       |  |  |                                     |  |  |                                    |  |
|                                             |                        | Margherita del Palatinato-Lutzelstein | Ludovico V del Palatinato                       |  |  |       |  |  |                                     |  |  |                                    |  |
|                                             |                        | Margherita del Palatinato-Lutzelstein | Margarethe von der Leyen                        |  |  |       |  |  |                                     |  |  |                                    |  |
| Ludovico Eberardo di Oettingen-Oettingen    |                        | Margherita del Palatinato-Lutzelstein |                                                 |  |  |       |  |  |                                     |  |  |                                    |  |
|                                             |                        | Eberardo di Hohenlohe-Waldenburg      | Giorgio I di Hohenlohe-Waldenburg               |  |  |       |  |  |                                     |  |  |                                    |  |
|                                             |                        | Eberardo di Hohenlohe-Waldenburg      | Giorgio I di Hohenlohe-Waldenburg               |  |  |       |  |  |                                     |  |  |                                    |  |
|                                             |                        | Eberardo di Hohenlohe-Waldenburg      | Elena di Waldburg-Zeil                          |  |  |       |  |  |                                     |  |  |                                    |  |
| Giovanna di Hohenlohe-Waldenburg-Langenburg |                        | Eberardo di Hohenlohe-Waldenburg      |                                                 |  |  |       |  |  |                                     |  |  |                                    |  |
|                                             |                        | Agata di Tubingen-Lichtenegg          | Corrado V di Tubingen-Lichtenegg                |  |  |       |  |  |                                     |  |  |                                    |  |
|                                             |                        | Agata di Tubingen-Lichtenegg          | Corrado V di Tubingen-Lichtenegg                |  |  |       |  |  |                                     |  |  |                                    |  |
|                                             |                        | Agata di Tubingen-Lichtenegg          | Giovanna del Palatinato-Zweibrücken-Lichtenberg |  |  |       |  |  |                                     |  |  |                                    |  |
| Gioacchino Ernesto di Oettingen-Oettingen   |                        | Agata di Tubingen-Lichtenegg          |                                                 |  |  |       |  |  |                                     |  |  |                                    |  |
|                                             | Eberardo XII di Erbach | Eberardo XI di Erbach                 |                                                 |  |  |       |  |  |                                     |  |  |                                    |  |
|                                             | Eberardo XII di Erbach | Eberardo XI di Erbach                 |                                                 |  |  |       |  |  |                                     |  |  |                                    |  |
|                                             | Eberardo XII di Erbach | Maria di Wertheim                     |                                                 |  |  |       |  |  |                                     |  |  |                                    |  |
| Giorgio III di Erbach                       | Eberardo XII di Erbach |                                       |                                                 |  |  |       |  |  |                                     |  |  |                                    |  |
|                                             |                        | Margherita di Dhaun                   | Filippo di Salm-Kyrburg                         |  |  |       |  |  |                                     |  |  |                                    |  |
|                                             |                        | Margherita di Dhaun                   | Filippo di Salm-Kyrburg                         |  |  |       |  |  |                                     |  |  |                                    |  |
|                                             |                        | Margherita di Dhaun                   | Antoinette de Neufchâtel                        |  |  |       |  |  |                                     |  |  |                                    |  |
| Margherita di Erbach                        |                        | Margherita di Dhaun                   |                                                 |  |  |       |  |  |                                     |  |  |                                    |  |
|                                             |                        | Federico Magnus I di Solms-Laubach    | Ottone di Solms-Laubach                         |  |  |       |  |  |                                     |  |  |                                    |  |
|                                             |                        | Federico Magnus I di Solms-Laubach    | Ottone di Solms-Laubach                         |  |  |       |  |  |                                     |  |  |                                    |  |
|                                             |                        | Federico Magnus I di Solms-Laubach    | Anna di Meclemburgo-Schwerin                    |  |  |       |  |  |                                     |  |  |                                    |  |
| Anna di Solms-Laubach                       |                        | Federico Magnus I di Solms-Laubach    |                                                 |  |  |       |  |  |                                     |  |  |                                    |  |
|                                             |                        | Agnese di Wied-Runkel-Isenburg        | Giovanni III di Wied-Runkel-Isenburg            |  |  |       |  |  |                                     |  |  |                                    |  |
|                                             |                        | Agnese di Wied-Runkel-Isenburg        | Giovanni III di Wied-Runkel-Isenburg            |  |  |       |  |  |                                     |  |  |                                    |  |
|                                             |                        | Agnese di Wied-Runkel-Isenburg        | Elisabetta di Nassau-Dillenburg                 |  |  |       |  |  |                                     |  |  |                                    |  |
|                                             |                        | Agnese di Wied-Runkel-Isenburg        |                                                 |  |  |       |  |  |                                     |  |  |                                    |  |